# Echipa națională de fotbal a Slovaciei
Echipa națională de fotbal a Slovaciei (în slovacă Slovenské národné futbalové mužstvo) este selecționata națională de fotbal care reprezintă Slovacia în competițiile fotbalistice internaționale și este coordonată de Asociația Slovacă de Fotbal. După destrămarea Cehoslovaciei, a fost înființată Asociația Slovacă de Fotbal, iar din același an este afiliată FIFA și UEFA.

## Palmares
- Campionatul Mondial de Fotbal
- 1930 până în 1994 - Vedeți Echipa națională de fotbal a Cehoslovaciei

| 1930 până în 1994 | A aparținut Cehoslovaciei | A aparținut Cehoslovaciei | A aparținut Cehoslovaciei | A aparținut Cehoslovaciei | A aparținut Cehoslovaciei | A aparținut Cehoslovaciei | A aparținut Cehoslovaciei | A aparținut Cehoslovaciei | A aparținut Cehoslovaciei | A aparținut Cehoslovaciei |
| 1998 - 2006       | Nu s-a calificat          | Nu s-a calificat          | Nu s-a calificat          | Nu s-a calificat          | Nu s-a calificat          | Nu s-a calificat          | Nu s-a calificat          | Nu s-a calificat          | Nu s-a calificat          | Nu s-a calificat          |
| 2010              | Optimi                    | 16                        | 4                         | 1                         | 1                         | 2                         | 5                         | 7                         |                           |                           |
| 2014              | Nu s-a calificat          | Nu s-a calificat          | Nu s-a calificat          | Nu s-a calificat          | Nu s-a calificat          | Nu s-a calificat          | Nu s-a calificat          | Nu s-a calificat          | Nu s-a calificat          | Nu s-a calificat          |
| 2018              | Nu s-a calificat          | Nu s-a calificat          | Nu s-a calificat          | Nu s-a calificat          | Nu s-a calificat          | Nu s-a calificat          | Nu s-a calificat          | Nu s-a calificat          | Nu s-a calificat          | Nu s-a calificat          |
| 2022              | Nu s-a calificat          | Nu s-a calificat          | Nu s-a calificat          | Nu s-a calificat          | Nu s-a calificat          | Nu s-a calificat          | Nu s-a calificat          | Nu s-a calificat          | Nu s-a calificat          | Nu s-a calificat          |
| Total             | 1/7                       |                           | 4                         | 1                         | 1                         | 2                         | 5                         | 7                         |                           |                           |

- 1960 până în 1992 - Vedeți Echipa națională de fotbal a Cehoslovaciei
- Campionatul European de Fotbal

| Țară(i) gazdă / An | Rundă                     | Poziția                   | MJ                        | V                         | E*                        | Î                         | GS                        | GA                        |
| ------------------ | ------------------------- | ------------------------- | ------------------------- | ------------------------- | ------------------------- | ------------------------- | ------------------------- | ------------------------- |
| 1960 - 1992        | A aparținut Cehoslovaciei | A aparținut Cehoslovaciei | A aparținut Cehoslovaciei | A aparținut Cehoslovaciei | A aparținut Cehoslovaciei | A aparținut Cehoslovaciei | A aparținut Cehoslovaciei | A aparținut Cehoslovaciei |
| 1996 - 2012        | Nu s-a calificat          | Nu s-a calificat          | Nu s-a calificat          | Nu s-a calificat          | Nu s-a calificat          | Nu s-a calificat          | Nu s-a calificat          | Nu s-a calificat          |
| 2016               | Optimi                    | 14                        | 4                         | 1                         | 1                         | 2                         | 3                         | 6                         |
| 2020               | Faza grupelor             | 18                        | 3                         | 1                         | 0                         | 2                         | 2                         | 7                         |
| 2024               | Optimi                    |                           | 4                         | 1                         | 1                         | 2                         | 4                         | 5                         |
| Total              | 3/8                       | Optimi                    | 11                        | 3                         | 2                         | 6                         | 9                         | 18                        |

## Turnee
| Faza | Naționala | Scor | Adversar | Final |
| ---- | --------- | ---- | -------- | ----- |

| Grupelor | Slovacia | 1 - 1 | Noua Zeelandă | Remiză     |
| Grupelor | Slovacia | 0 - 2 | Paraguay      | Înfrângere |
| Grupelor | Slovacia | 3 - 2 | Italia        | Victorie   |
| Optimi   | Slovacia | 1 - 2 | Țările de Jos | Înfrângere |

| Faza | Naționala | Scor | Adversar | Final |
| ---- | --------- | ---- | -------- | ----- |

| Grupe  | Slovacia | 1 - 0 | Belgia  | Victorie   |
| Grupe  | Slovacia | 1 - 2 | Ucraina | Înfrângere |
| Grupe  | Slovacia | 1 - 1 | România | Remiză     |
| Optimi | Slovacia | 1 - 2 | Anglia  | Înfrângere |

| Grupelor | Slovacia | 2 - 1 | Polonia | Victorie   |
| Grupelor | Slovacia | 0 - 1 | Suedia  | Înfrângere |
| Grupelor | Slovacia | 0 - 5 | Spania  | Înfrângere |

| Grupelor | Slovacia | 1 - 2 | Țara Galilor | Înfrângere |
| Grupelor | Slovacia | 2 - 1 | Rusia        | Victorie   |
| Grupelor | Slovacia | 0 - 0 | Anglia       | Remiză     |
| Optimi   | Slovacia | 0 - 3 | Germania     | Înfrângere |

## Jucători

### Lotul actual
Următorii 26 de jucători au fost incluși în lotul echipei pentru a disputa Campionatul European de Fotbal 2024.
| Nr. | Poz. | Jucător                  | Data nașterii (vârsta)         | Selecții | Goluri | Club                   |
| --- | ---- | ------------------------ | ------------------------------ | -------- | ------ | ---------------------- |
| 1   | P    | Martin Dúbravka          | 15 ianuarie 1989 (36 de ani)   | 43       | 0      | Newcastle United       |
| 12  | P    | Marek Rodák              | 13 decembrie 1996 (28 de ani)  | 22       | 0      | Fulham                 |
| 23  | P    | Henrich Ravas            | 16 august 1997 (27 de ani)     | 0        | 0      | New England Revolution |
|     |      |                          |                                |          |        |                        |
| 2   | F    | Peter Pekarík            | 30 octombrie 1986 (38 de ani)  | 127      | 2      | Hertha BSC             |
| 3   | F    | Denis Vavro              | 10 aprilie 1996 (29 de ani)    | 20       | 2      | Copenhagen             |
| 4   | F    | Adam Obert               | 23 august 2002 (22 de ani)     | 5        | 0      | Cagliari               |
| 6   | F    | Norbert Gyömbér          | 3 iulie 1992 (33 de ani)       | 39       | 0      | Salernitana            |
| 14  | F    | Milan Škriniar (căpitan) | 11 februarie 1995 (30 de ani)  | 68       | 3      | Paris Saint-Germain    |
| 15  | F    | Vernon De Marco          | 18 noiembrie 1992 (32 de ani)  | 10       | 1      | Hatta                  |
| 16  | F    | Dávid Hancko             | 13 decembrie 1997 (27 de ani)  | 38       | 4      | Feyenoord              |
| 25  | F    | Sebastian Kóša           | 13 septembrie 2003 (21 de ani) | 1        | 0      | Spartak Trnava         |
|     |      |                          |                                |          |        |                        |
| 5   | M    | Tomáš Rigo               | 3 iulie 2002 (23 de ani)       | 1        | 1      | Baník Ostrava          |
| 8   | M    | Ondrej Duda              | 5 decembrie 1994 (30 de ani)   | 72       | 13     | Hellas Verona          |
| 11  | M    | László Bénes             | 9 septembrie 1997 (27 de ani)  | 22       | 2      | Hamburger SV           |
| 13  | M    | Patrik Hrošovský         | 22 aprilie 1992 (33 de ani)    | 55       | 0      | Genk                   |
| 19  | M    | Juraj Kucka              | 26 februarie 1987 (38 de ani)  | 107      | 14     | Slovan Bratislava      |
| 21  | M    | Matúš Bero               | 6 septembrie 1995 (29 de ani)  | 30       | 1      | VfL Bochum             |
| 22  | M    | Stanislav Lobotka        | 25 noiembrie 1994 (30 de ani)  | 55       | 4      | Napoli                 |
|     |      |                          |                                |          |        |                        |
| 7   | A    | Tomáš Suslov             | 7 iunie 2002 (23 de ani)       | 28       | 3      | Hellas Verona          |
| 9   | A    | Róbert Boženík           | 18 noiembrie 1999 (25 de ani)  | 40       | 7      | Boavista               |
| 10  | A    | Ľubomír Tupta            | 27 martie 1998 (27 de ani)     | 6        | 0      | Slovan Liberec         |
| 17  | A    | Lukáš Haraslín           | 26 mai 1996 (29 de ani)        | 36       | 6      | Sparta Prague          |
| 18  | A    | David Strelec            | 4 aprilie 2001 (24 de ani)     | 18       | 3      | Slovan Bratislava      |
| 20  | A    | Dávid Ďuriš              | 22 martie 1999 (26 de ani)     | 12       | 1      | Ascoli                 |
| 24  | A    | Leo Sauer                | 16 decembrie 2005 (19 ani)     | 2        | 0      | Feyenoord              |
| 26  | A    | Ivan Schranz             | 13 septembrie 1993 (31 de ani) | 22       | 3      | Slavia Prague          |

## Statisticile jucătorilor

### Cele mai multe selecții

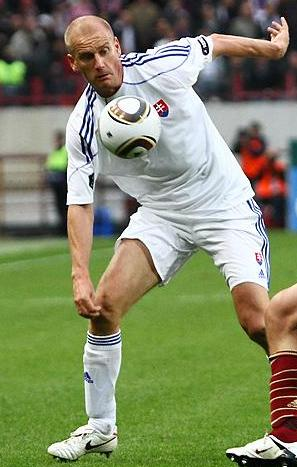
Miroslav Karhan

| #   | Jucător          | Carieră   | Selecții | Goluri |
| --- | ---------------- | --------- | -------- | ------ |
| 1.  | Miroslav Karhan  | 1995–2011 | 107      | 14     |
| 2.  | Marek Hamšík     | 2007–     | 101      | 21     |
| 3.  | Martin Škrtel    | 2004–     | 93       | 6      |
| 4.  | Ján Ďurica       | 2004–     | 90       | 4      |
| 5.  | Róbert Vittek    | 2001–     | 82       | 23     |
| 6.  | Peter Pekarík    | 2006–     | 79       | 2      |
| 7.  | Stanislav Šesták | 2004–2016 | 66       | 13     |
| 8.  | Filip Hološko    | 2005–     | 65       | 8      |
| 9.  | Vladimír Weiss   | 2009–     | 64       | 7      |
| 10. | Szilárd Németh   | 1996–2006 | 58       | 22     |

#### Golgheteri

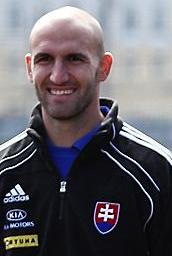
Róbert Vittek

| #   | Jucător          | Career    | Goluri | Selecții | Goluri pe meci |
| --- | ---------------- | --------- | ------ | -------- | -------------- |
| 1.  | Róbert Vittek    | 2001–     | 23     | 82       | 0.28           |
| 2.  | Szilárd Németh   | 1996–2006 | 22     | 59       | 0.37           |
| 3.  | Marek Hamšík     | 2007–     | 21     | 101      | 0.21           |
| 4.  | Marek Mintál     | 2002–2009 | 14     | 45       | 0.31           |
| 4.  | Miroslav Karhan  | 1995–2011 | 14     | 107      | 0.13           |
| 5.  | Stanislav Šesták | 2004–2016 | 13     | 66       | 0.20           |
| 6.  | Peter Dubovský   | 1994–2000 | 12     | 33       | 0.36           |
| 7.  | Adam Nemec       | 2006–     | 11     | 32       | 0.34           |
| 8.  | Ľubomír Reiter   | 2001–2005 | 9      | 28       | 0.32           |
| 8.  | Tibor Jančula    | 1995–2001 | 9      | 29       | 0.31           |
| 8.  | Martin Jakubko   | 2004–2015 | 9      | 41       | 0.22           |
| 8.  | Róbert Mak       | 2013–     | 9      | 39       | 0.23           |
| 9.  | Filip Hološko    | 2005–     | 8      | 65       | 0.12           |
| 10. | Filip Šebo       | 2006–2012 | 7      | 15       | 0.47           |
| 10. | Jaroslav Timko   | 1994–1997 | 7      | 18       | 0.39           |
| 10. | Dušan Tittel     | 1994–1998 | 7      | 44       | 0.16           |
| 10. | Vladimír Weiss   | 2009–     | 7      | 64       | 0.11           |

## Antrenori
La 7 martie 2010.
| Name              | Years     | MA  | C  | E  | P  | GM  | GP  | G   | PM   |
| ----------------- | --------- | --- | -- | -- | -- | --- | --- | --- | ---- |
| Jozef Vengloš     | 1993–1995 | 16  | 5  | 4  | 7  | 21  | 30  | -9  | 1.19 |
| Jozef Jankech     | 1995–1998 | 34  | 18 | 6  | 10 | 51  | 33  | +18 | 1.76 |
| Dušan Radolský    | 1998      | 1   | 0  | 0  | 1  | 1   | 3   | -2  | 0.00 |
| Jozef Adamec      | 1999–2001 | 34  | 13 | 11 | 10 | 38  | 31  | +7  | 1.47 |
| Ladislav Jurkemik | 2002–2003 | 19  | 6  | 5  | 8  | 27  | 26  | +1  | 1.21 |
| Dušan Galis       | 2004–2006 | 31  | 12 | 12 | 7  | 53  | 36  | +17 | 1.55 |
| Ján Kocian        | 2006–2008 | 17  | 3  | 5  | 9  | 30  | 28  | +2  | 0.82 |
| Vladimír Weiss    | 2008–     | 19  | 9  | 2  | 8  | 33  | 26  | +7  | 1.53 |
| Total             | Total     | 171 | 66 | 45 | 60 | 254 | 213 | +41 | 1.42 |

### 1939–1944
| Nume             | Perioada  | M  | V | E | Î  | GM | GP | DG  | PPM  |
| ---------------- | --------- | -- | - | - | -- | -- | -- | --- | ---- |
| Vojtech Závodský | 1939      | 1  | 1 | 0 | 0  | 2  | 0  | +1  | 3.00 |
| Rudolf Hanák     | 1939–1940 | 2  | 1 | 0 | 1  | 5  | 4  | +1  | 1.50 |
| Štefan Priboj    | 1940–1941 | 4  | 0 | 1 | 3  | 5  | 10 | −5  | 0.08 |
| Štefan Čambal    | 1941–1942 | 2  | 0 | 0 | 2  | 1  | 6  | −5  | 0.00 |
| Ferdinand Daučík | 1942–1944 | 7  | 1 | 1 | 5  | 10 | 24 | −14 | 0.19 |
| Total            | Total     | 16 | 3 | 2 | 11 | 23 | 44 | −21 | 0.69 |

### 1993–prezent

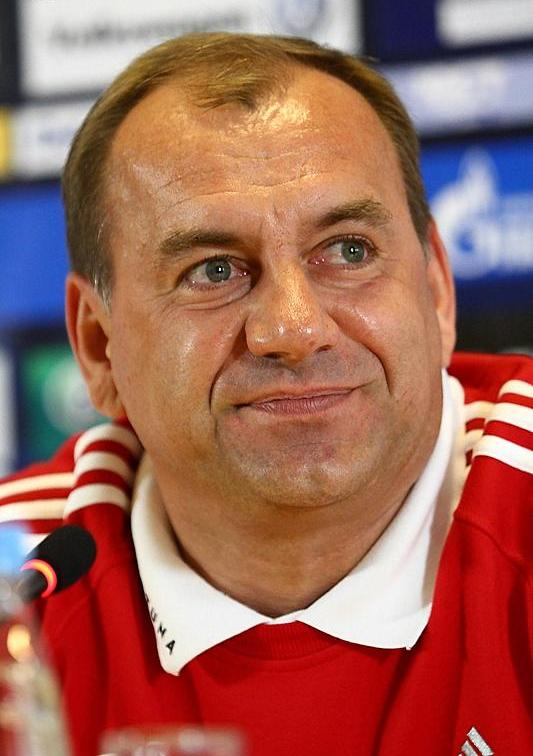
Vladímír Weiss

La 17 noiembrie 2015.
| Nume                        | Perioada                    | M   | V  | E  | Î  | GM  | GP  | DG  | PPM  |
| --------------------------- | --------------------------- | --- | -- | -- | -- | --- | --- | --- | ---- |
| Jozef Vengloš               | 6. 4. 1993 – 15. 6. 1995    | 16  | 5  | 4  | 7  | 21  | 30  | −9  | 1.19 |
| Jozef Jankech               | 4. 7. 1995 – 23. 10. 1998   | 34  | 18 | 6  | 10 | 51  | 33  | +18 | 1.76 |
| Dušan Radolský (int.)       | 10. 11. 1998                | 1   | 0  | 0  | 1  | 1   | 3   | −2  | 0.00 |
| Dušan Galis                 | 1. 1. 1999 – 23. 2. 1999    | 0   | 0  | 0  | 0  | 0   | 0   | 0   | 0.00 |
| Jozef Adamec                | 26. 2. 1999 – 30. 11. 2001  | 34  | 13 | 11 | 10 | 38  | 31  | +7  | 1.47 |
| Anton Dragúň                | 17. 11. 1999 – 25. 11. 2001 | 4   | 1  | 0  | 3  | 2   | 7   | -5  | 0.00 |
| Ladislav Jurkemik           | 1. 2. 2002 – 31. 12. 2003   | 19  | 6  | 5  | 8  | 27  | 26  | +1  | 1.21 |
| Dušan Galis                 | 1. 1. 2004 – 12. 10. 2006   | 31  | 12 | 12 | 7  | 53  | 36  | +17 | 1.55 |
| Ján Kocian                  | 2. 11. 2006 – 30. 6. 2008   | 17  | 3  | 5  | 9  | 30  | 28  | +2  | 0.82 |
| Vladimír Weiss              | 7. 7. 2008 – 31. 1. 2012    | 40  | 16 | 8  | 16 | 56  | 53  | +3  | 1.40 |
| Michal Hipp (int.)          | 29. 2. 2012                 | 1   | 1  | 0  | 0  | 2   | 1   | +1  | 3.00 |
| Stanislav Griga Michal Hipp | 26. 4. 2012 – 13. 6. 2013   | 12  | 3  | 4  | 5  | 11  | 14  | −3  | 0.92 |
| Ján Kozák                   | 2 iulie 2013–               | 25  | 16 | 4  | 5  | 39  | 20  | +19 | 2.08 |
| Total                       | Total                       | 234 | 94 | 59 | 81 | 331 | 282 | +49 | 1.46 |